# Emishi
 (septembre 2014).
Emishi (蝦夷) est le mot utilisé par les Japonais de la période Nara et du début de la période Heian pour désigner les populations indigènes du Tohoku qui refusaient de se plier à l'autorité de l'empereur du Japon.

## Étymologie
Dans le chapitre du Nihon Shoki consacré à l'empereur Jimmu, il est fait état de personnes appelées Emishi (愛瀰詩) qui sont désignées comme les forces armées vaincues avant que Jinmu ait été intronisé Empereur du Japon. Selon le Nihon Shoki, Takenouchi no Sukune aurait proposé pendant l'ère de l'empereur Keikō d'asservir les Emishi de Hitakami no Kuni dans l'est du Japon. 
La première mention des Emishi dans une source littéraire non japonaise est dans le Livre des Song, un livre chinois datant de 478, qui parle d'eux comme « les gens poilus » (毛人) en se référant à « un des 55 royaumes du peuple poilu de l'Est ». Les Japonais utilisaient ce kanji pour décrire ce peuple, mais ont changé la prononciation de kebito ou mōjin en emishi  probablement vers le VIIe siècle, période pendant laquelle le caractère kanji fut également changé en 蝦夷 qui est une combinaison des termes « crevettes » et « barbares ». 
Ce kanji est d'abord apparu sous le règne de la dynastie Tang dans des sources qui décrivent la rencontre de l'empereur Tang Taizong avec deux Emishi que les Japonais avaient emmenés avec eux en Chine (voir ci-dessous). Le caractère kanji semble avoir été adopté en Chine, mais la prononciation ebisu et emishi était d'origine japonaise, et est très probablement venue soit du japonais yumishi qui signifie archer (leur arme principale), ou emushi qui est l'épée dans la langue aïnou. D'autres origines ont été proposées telles que le mot enchiu qui désigne l'homme dans la langue aïnou.

## Histoire
Les Emishi englobent différentes tribus, dont certaines sont devenues les alliés des Japonais (fushu, ifu) tandis que d'autres sont restées hostiles (iteki). Les Emishi du nord d'Honshū utilisent leurs chevaux pour la guerre et ont développé un style unique de combat utilisant l'arc et le cheval. Cette tactique s'est avérée très efficace pour ralentir l'armée impériale japonaise de l'époque qui s'appuyait essentiellement sur l'infanterie lourde. Leur subsistance était basée sur la chasse et la cueillette, ainsi que la culture de céréales telles que le millet et l'orge. Récemment, on pense qu'ils ont pratiqué la culture du riz dans les zones où le riz pouvait être cultivé facilement. Les premières grandes tentatives pour battre les Emishi au VIIIe siècle ont été largement infructueuses, les armées impériales n'étant pas de taille contre les tactiques de guérilla des Emishi.
Le développement du tir à l'arc à cheval et l'adoption des tactiques Emishi par les guerriers japonais a conduit à la défaite des Emishi. Cette modification progressive des tactiques de combat est survenue à la fin du VIIIe siècle, dans les années 790, sous le commandement du général Sakanoue no Tamuramaro. Les Emishi se sont soumis à l'autorité impériale ou ont migré plus au nord, en particulier dans l'île d'Hokkaidō. Au milieu du IXe siècle, la plupart de leurs terres d'Honshū avaient été conquises et ils ont cessé d'être indépendants. Cependant, ils ont continué à être influents dans la politique locale grâce à des familles Emishi puissantes qui se sont soumises à la domination japonaise pour finalement créer des domaines féodaux semi-autonomes dans le nord du Japon. Au cours des deux siècles suivants, quelques-uns de ces domaines sont devenus des États régionaux qui sont entrés en conflit avec le gouvernement central.

### Batailles avec l'armée japonaise
Le chapitre du Nihon Shoki sur l'empereur Yūryaku (également connu sous le nom de Ō-Hatsuse Wakatake no Mikoto) évoque une révolte, après la mort de l'empereur, des troupes Emishi qui avaient été envoyées en expédition en Corée. 
En 658, une expédition navale de 180 navires menée par l'amiral Abe no Hirafu atteint Aguta (aujourd'hui Akita) et Watarishima (Hokkaidō). L'amiral forme alors une alliance avec les Emishi d'Aguta et de Watarishima qui prend d'assaut un village Mishihase, un peuple à l'origine incertaine qui est vaincu. C'est l'une des premières références fiables à propos du peuple Emishi. À cette période ancienne, il est presque certain que les Emishi en question étaient les ancêtres des Aïnous dans la mesure où les territoires couverts par l'expédition sont situés dans des zones où les Emishi sont censés avoir vécu. Le peuple Mishihase peut aussi avoir été un autre groupe ethnique qui aurait donné naissance au peuple aïnou d'Hokkaido,.
En 709, le fort d'Ideha est créé près de l'actuelle Akita, ce qui était un geste audacieux puisque les territoires situés entre Akita et les pays du nord-ouest du Japon n'étaient pas alors sous contrôle gouvernemental. Les Emishi d'Akita et de la Région de Tōhoku (également appelée Michinoku) s'allièrent et attaquèrent les colonies japonaises en représailles. L'amiral Sakanoue no Tamuramaro étant finalement parvenu à conquérir les territoires Emishi qui échappaient à l'autorité impériale, il fut récompensé en recevant le titre de Sei-Echigo-Emishi Shogun.
En 724, un autre fort, le fort Taga, est construit par Ōno no Azumabito à proximité de l'actuelle métropole de Sendai et devient la plus grande forteresse administrative de la région nord-est de Michinoku. En tant que chinjufu-shōgun, Ōno no Azumabito n'a de cesse de bâtir des forteresses dans toute la plaine de Sendai et dans les montagnes à l'intérieur de ce qui est actuellement la préfecture de Yamagata. La guérilla contre cette conquête est pratiquée par les Emishi à cheval qui maintiennent la pression sur ces forts, mais les anciens alliés des Emishi (ifu et fushu) sont recrutés par les Japonais pour lutter contre leurs parents.
En 758, après une longue période d'impasse, l'armée japonaise de Fujiwara no Asakari pénètre dans ce qui est aujourd'hui le nord de la préfecture de Miyagi et construit le château de Momonofu sur le fleuve Kitakami, le fort ayant été bâti en dépit des attaques constantes des Emishi d'Isawa (le sud de l'actuelle préfecture d'Iwate).

### La guerre de trente-huit ans

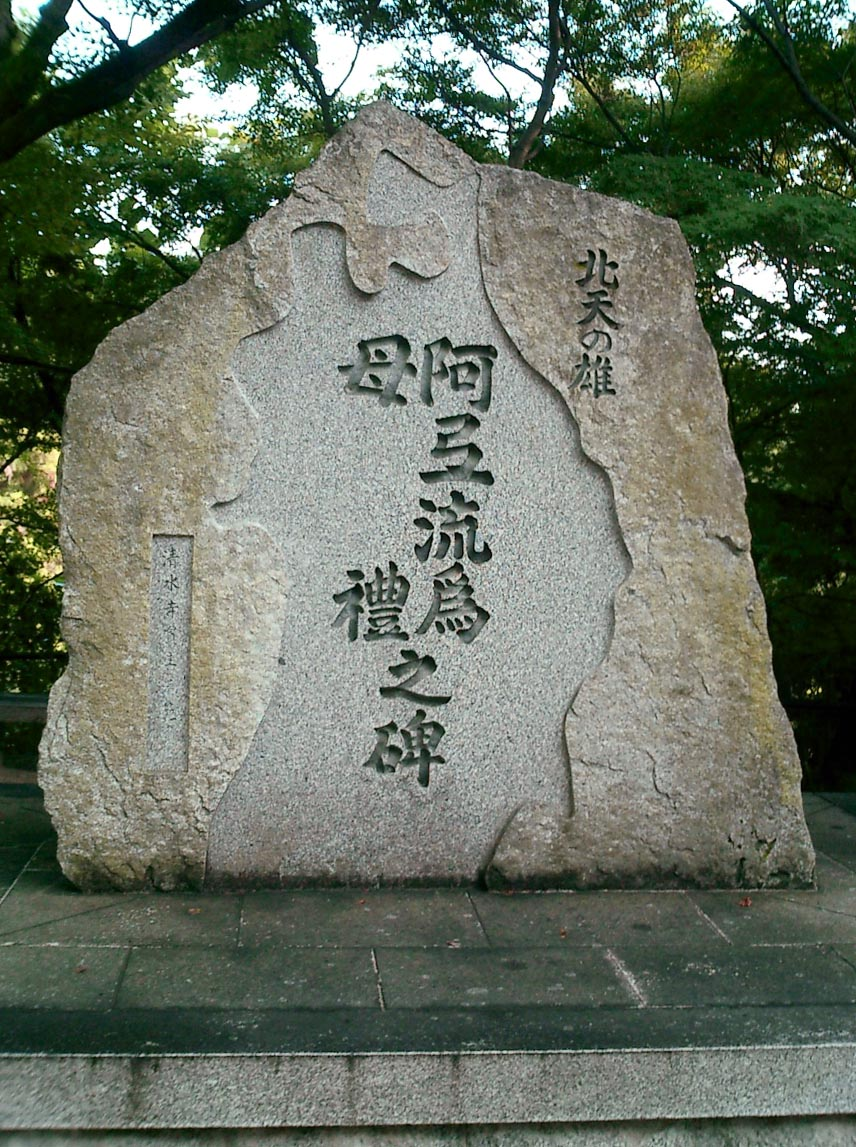
Monument en l'honneur d'Aterui, chef des Emishi, temple Kiyomizu-dera à Kyoto

L'année 774 marque le début d'une guerre qui va durer trente-huit ans (三十八年戦争). Ce conflit démarre avec la défection d'un officier Emishi de haut rang de l'armée japonaise basée au château de Taga, Korehari no Azamaro Kimi. Les Emishi lancent alors une attaque sur un large front en commençant par le château de Momonohu, ils détruisent la garnison avant de s'attaquer à un certain nombre de forts le long d'une ligne défensive d'est en ouest qui avait été établie minutieusement par la génération précédente. Même le château de Taga ne fut pas épargné. L'armée japonaise recrute alors des milliers de soldats, les troupes japonaises comptant sans doute entre 10 000 et 20 000 combattants contre une armée Emishi qui comptait, au plus, environ trois mille guerriers. En 776, une énorme armée de plus de 20 000 hommes est envoyée pour attaquer les Emishi de Shiwa (district de l'actuelle préfecture d'Iwate), mais elle ne parvient pas à détruire l'ennemi qui contre-attaque avec succès et repousse les forces japonaises dans les montagnes. En 780, les Emishi attaquent avec succès la plaine de Sendai en incendiant les villages japonais, les troupes nippones étant prises de panique alors qu'elles tentaient de recruter davantage de soldats de la région de Kantō. 
Lors de la bataille de la rivière Koromo en 789 (aussi appelé bataille de Sufuse), l'armée japonaise menée par le gouverneur Ki no Kosami est battue par les Emishi d'Isawa (sud de l'actuelle préfecture d'Iwate) menée par le général Aterui. Forte de quatre mille homme, l'armée japonaise est attaquée par près d'un millier d'Emishi alors qu'elle tente de traverser le fleuve Kitakami. L'armée impériale subit sa plus grande défaite avec la perte d'un millier d'hommes, dont beaucoup se sont noyés. 
En 794, plusieurs des principaux généraux Emishi de Shiwa, notamment Isawa no Kimi Anushiko kimi, de ce qui est maintenant le nord de la préfecture de Miyagi, deviennent des alliés des Japonais. Ce changement de camp étant assez étonnant pour des Emishi qui avaient jusque-là lutté contre les Japonais. Les Emishi de Shiwa étaient un groupe très puissant et réussirent à vaincre des troupes Emishi plus petites, ce qui valut à leurs chefs d'être promus au rang impérial. Cela a eu pour effet d'isoler l'un des groupes Emishi indépendants les plus puissants, la Confédération Isawa. Par la suite, le général Sakanoue no Tamuramaro attaqua les Emishi d'Isawa sans relâche à l'aide des soldats entraînés au tir à l'arc à cheval. Le résultat fut une campagne militaire décousue qui a finalement conduit à la reddition d'Aterui, chef des Ewishi, en 802. Avec cette reddition, les groupes Emishi se soumirent au gouvernement impérial. Toutefois, des escarmouches eurent encore lieu et il faudra attendre l'année 811 pour que la guerre soit véritablement terminée. Au nord du fleuve Kitakami, les Emishi étaient encore indépendants mais, avec la défaite de 802, ils ne représentaient plus une menace pour le pouvoir impérial.

### Les clans Abe, Kiyohara et Fujiwara du Nord
Après la conquête impériale, certains dirigeants Emishi avaient intégré le gouvernement de la région de Tōhoku, ce qui fut le cas notamment du régime des Ōshū Fujiwara (famille des Fujiwara du Nord), mais aussi de ceux du clan Abe et du clan Kiyohara. Ces clans ont été créés par des gōzoku japonais (des familles riches et puissantes) et ils devinrent des États régionaux semi-indépendants regroupant des Emishi et des Japonais. Cependant, même avant l'émergence de ces États régionaux, les Emishi avaient progressivement perdu leur culture propre et leur ethnicité, devenant peu à peu une minorité. 
Plus tard, en 1189, Minamoto no Yoritomo, un descendant de l'empereur Seiwa, vaincra finalement les Fujiwara du Nord et établira le shogunat de Kamakura en 1192.

## Origines des Emishi

### Relations avec les Jōmon et Aïnous
Une étude récente considère les Emishi comme indigènes au Japon et non pas simplement comme les ancêtres des Aïnous, mais les descendants des Jōmon. Dans cette étude, des restes squelettiques Jōmon datant de milliers d'années, confirment l'existence d'un lien direct avec les Aïnous mais aussi que le peuple Jōmon était très différent des Japonais modernes et des autres peuples modernes d'Asie de l'Est. L'apparence physique d'un certain nombre d'Aïnous, qui ont d'abord été rencontrés par les Européens au XIXe siècle, était similaire à certains caucasiens. Il est donc supposé que les Jōmon étaient également physiquement différents des autres Asiatiques de l'Est. Pourtant, les anthropologues ont constaté que d'un point de vue diachronique et géographique, la structure du squelette de la population Jōmon avait changé au fil du temps, du sud-ouest au nord-est, parallèlement à la migration effective des locuteurs japonais, de sorte que les traits des Jōmon sont plus conservés dans le nord. 
Des études ont également montré que les restes squelettiques des grandes colonies de peuplement dans le Tohoku, correspondant à l'endroit où des tertres funéraires (Kofun) ont été construits, avaient des traits qui sont à mi-chemin entre les Aïnous et les Japonais d'aujourd'hui. Les Emishi n'étaient donc pas uniquement constitués d'ancêtres Aïnous mais aussi d'un peuple de la période Kofun qui n'était pas une race distincte ou un groupe ethnique, mais un mélange d'indigènes Jōmon et de groupes plus récents de culture Yayoi,.

### Les Emishi à la cour des Tang
Une autre preuve des liens entre les Emishi et les Aïnous provient à la fois du Shoku Nihongi japonais et de documents historiques chinois de la dynastie des Tang et de la dynastie des Song qui décrivent les relations de la Chine avec le Japon. Par exemple, il y est fait état de la venue en Chine du ministre japonais des affaires étrangères, Sakaibe no Muraji, arrivé en Chine en 659 pour rencontrer l'empereur des Tang. Il était accompagné de deux Emishi, un homme et une femme, venus de l'actuelle région de Tōhoku. 
Tous les documents chinois des dynasties Tang et Song décrivent les Emishi comme ayant un État indépendant au nord du Japon et les désignent par le terme 毛人 (mao rén en mandarin, mōjin en sino-japonais et kebito en japonais autochtone), littéralement « les gens poilus ». Ceci est aussi corroboré dans le Shoku Nihongi, dans lequel ils sont décrits comme ayant de longues barbes et sont désignés comme kebito (« peuple poilu »).

## Dans la culture populaire
Dans le film d'animation de Hayao Miyazaki, Princesse Mononoké, le terme Emishi est utilisé pour désigner la tribu du village du personnage principal, Ashitaka. Le village était le dernier bastion Emishi de l'ère Muromachi (XVIe siècle). 
Par ailleurs, la création du mythe Emishi a été utilisé comme base de la mythologie dans le jeu vidéo Fabula Nova Crystallis de la série Final Fantasy.
Le peuple émishi est également l'inspiration d'une série de trois romans de fantasy (Les Fleurs du Nord, L'Ombre du Shinobi et L'Héritage du Kami) par l'autrice Valérie Harvey publiés chez Québec Amérique.